# Sarcophilus harrisii
El diablo o demonio de Tasmania (Sarcophilus harrisii) es una especie de marsupial dasiuromorfo de la familia Dasyuridae. En la actualidad solo se encuentra en estado silvestre en la isla de Tasmania, al sur de Australia continental.
Es el marsupial carnívoro de mayor tamaño existente en la actualidad, tras la extinción del lobo marsupial. Su tamaño es como el de un perro pequeño, con un cuerpo robusto y musculoso y su piel está cubierta de pelo negro. Se caracteriza por su desagradable olor, por su grito muy fuerte e inquietante, así como por su ferocidad cuando se alimenta, de ahí su nombre común. Puede cazar sus propias presas pero también se alimenta de carroña, así como de productos domésticos si hay humanos viviendo cerca. Por lo general es un animal solitario, pero a veces se alimentan en grupos. A diferencia de la mayor parte de los demás dasiúridos, se termorregulan con eficacia y son activos a pleno día sin sobrecalentarse. A pesar de su aspecto corpulento, puede desarrollar una velocidad sorprendente, y puede subirse a los árboles y nadar por los ríos.
Se cree que los antiguos marsupiales emigraron desde lo que hoy es América del Sur a Australia decenas de millones de años atrás, durante la época de Gondwana, y que evolucionaron cuando Australia se hizo más árida. Se han encontrado fósiles de especies similares a los demonios modernos, pero no se sabe si eran antepasados de las especies contemporáneas, o si los diablos actuales coexistieron con estas especies. Se desconoce la fecha en que se extinguió localmente en el continente australiano; la mayoría de las evidencias sugieren que habían reducido a tres poblaciones relictas hace alrededor de tres mil años, y que su extinción en el continente fue en torno a esa época. Se suele culpar de esta desaparición a los dingos, ausentes en Tasmania.
No es una especie monógama, y su proceso reproductivo es muy contundente y competitivo. Los machos luchan entre sí por las hembras y luego vigilan a sus parejas para evitar la infidelidad femenina. Las hembras pueden ovular tres veces en otras tantas semanas durante la época de apareamiento, y el 80 % de las hembras de dos años de edad acaban preñadas durante la temporada de apareamiento anual. Las hembras promedian cuatro temporadas de cría en su vida y dan a luz a treinta crías vivas tras una gestación de tres semanas. Los recién nacidos son rosas, carecen de pelaje y de rasgos faciales distintivos y pesan alrededor de 0,20 g. Como solo disponen de cuatro pezones en el marsupio, la competencia es feroz y pocos recién nacidos sobreviven. Los jóvenes crecen rápidamente y son expulsados del marsupio después de alrededor de 100 días, con un peso aproximado de 200 g, y se independizan en torno a los nueve meses, por lo que la hembra pasa la mayor parte de ese año en actividades relacionadas con el parto y la crianza.
Fueron considerados una amenaza para el ganado, y cazados por sus pieles hasta llevarlos al borde de la extinción. En 1941 pasaron a tener la consideración de especie protegida y recuperaron su población; los científicos han argumentado que la preocupación de que los demonios eran una amenaza significativa para el ganado era injustificada. Sin embargo, desde finales de los años 1990, un contagioso cáncer facial ha reducido drásticamente su población y ahora amenaza la supervivencia de la especie, que en 2008 se declaró como en peligro de extinción; el gobierno de Tasmania ha emprendido diversos programas para reducir el impacto de la enfermedad, incluida una iniciativa para criar grupos de diablos sanos en cautividad. Algunas poblaciones localizadas de estos animales también se han visto severamente reducidas por colisiones con automóviles, en particular cuando se están alimentando en las carreteras de animales que fueron atropellados. Debido las restricciones establecidas a su exportación y los fracasos a la hora de reproducirlo en el extranjero, prácticamente no hay diablos fuera de Australia.
Es el emblema animal de Tasmania, un símbolo icónico de este estado y muchas organizaciones, grupos y productos asociados al mismo lo utilizan en sus logotipos. Está considerado como un importante atractivo de turistas hacia la isla y se ha hecho mundialmente conocido gracias a Taz, personaje de la popular serie de animación Looney Tunes y su secuela The Looney Tunes Show.

## Descripción
El demonio de Tasmania es el carnívoro marsupial de mayor tamaño existente en la actualidad. Tiene un cuerpo robusto y achaparrado, con un centro de masas relativamente bajo, cuello corto, cabeza grande y una cola que es aproximadamente la mitad de la longitud del cuerpo. Sus patas delanteras son ligeramente más largas que las traseras, algo excepcional entre los marsupiales, y pueden correr a una velocidad de 13 km/h en distancias cortas. La piel es por lo general negra, con manchas blancas irregulares en el pecho y el lomo (aunque el melanismo es relativamente frecuente, produciéndose aproximadamente en el 16 % de individuos). Los machos son generalmente de mayor tamaño que las hembras, con una longitud media del cuerpo y la cabeza de 652 mm, 258 mm la cola y un peso medio de 8 kg, y 570 mm, 244 mm y 6 kg respectivamente, en el caso de las hembras; en Tasmania occidental suelen ser más pequeños. Tienen cinco largos dedos en sus patas delanteras, cuatro hacia el frente y uno que sale de lado, característica que les permite sostener la comida con las patas; las traseras tienen cuatro dedos. No tienen garras retráctiles. Están completamente desarrollados a los dos años de edad, y pocos viven más de cinco años en la naturaleza.

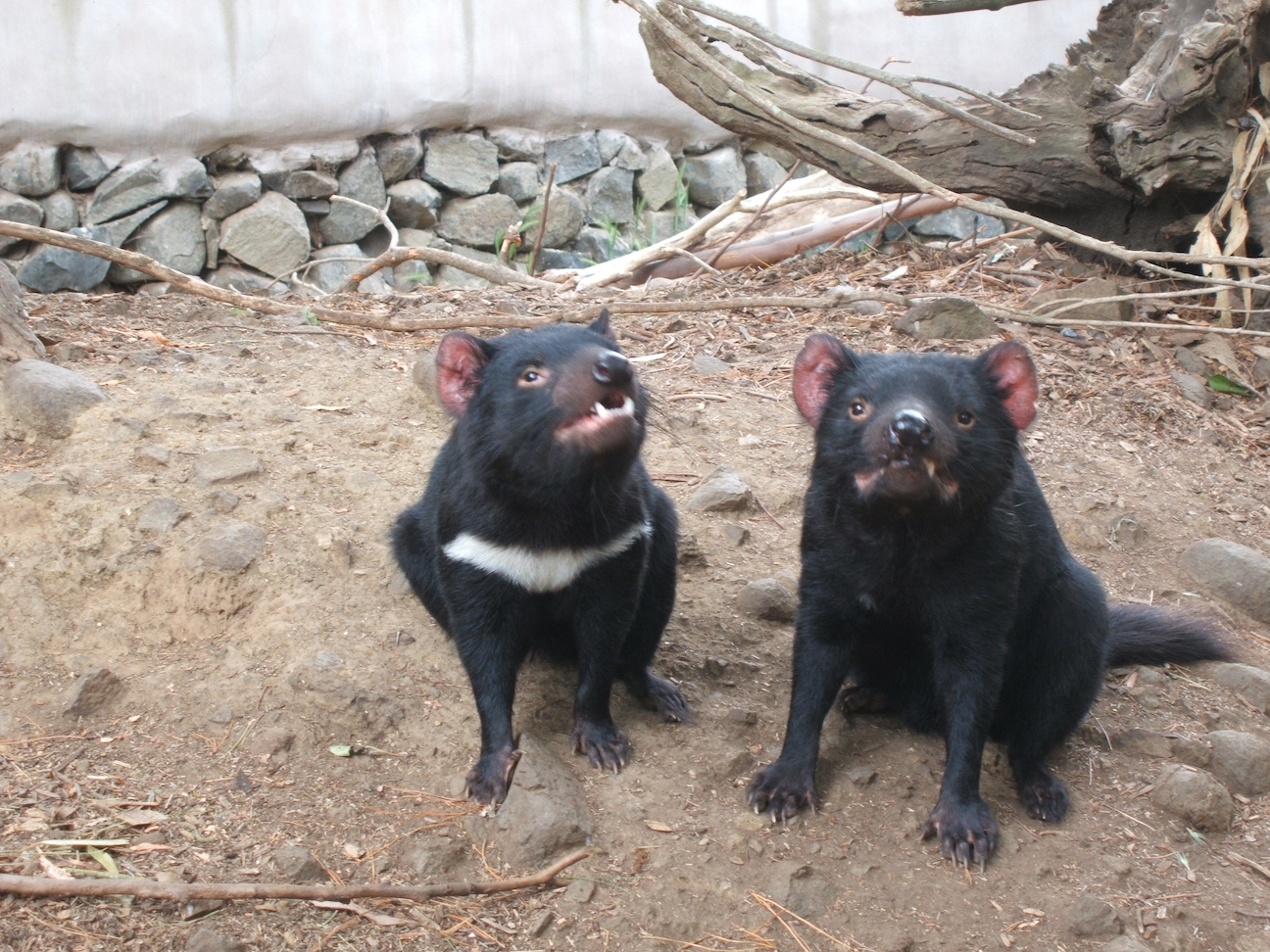
Dos demonios, uno de ellos sin sus características marcas blancas. Aproximadamente el 16 % de diablos salvajes carece de marcas.

La cola es en gran parte no prensil y es importante en su fisiología, comportamiento social y locomoción. La usan como contrapeso para ayudarles a estabilizarse cuando corren. Utilizan una glándula odorífera ano-genital situada en la base de su cola para marcar el suelo tras ellos con su olor acre y fuerte. Como la mayoría de los marsupiales, almacenan grasa en su cola (una cola gruesa suele identificar a los individuos sanos).
El macho tiene testículos externos en una estructura similar a una bolsa formada por pliegues ventrocrurales laterales del abdomen, que los esconde y protege parcialmente. Los testículos son de forma subovoide, con unas dimensiones medias de 3,17 × 2,57 cm. El marsupio de las hembras se abre hacia atrás y está presente durante toda su vida, a diferencia de otros dasiúridos en los que únicamente se aprecia en épocas de cría.

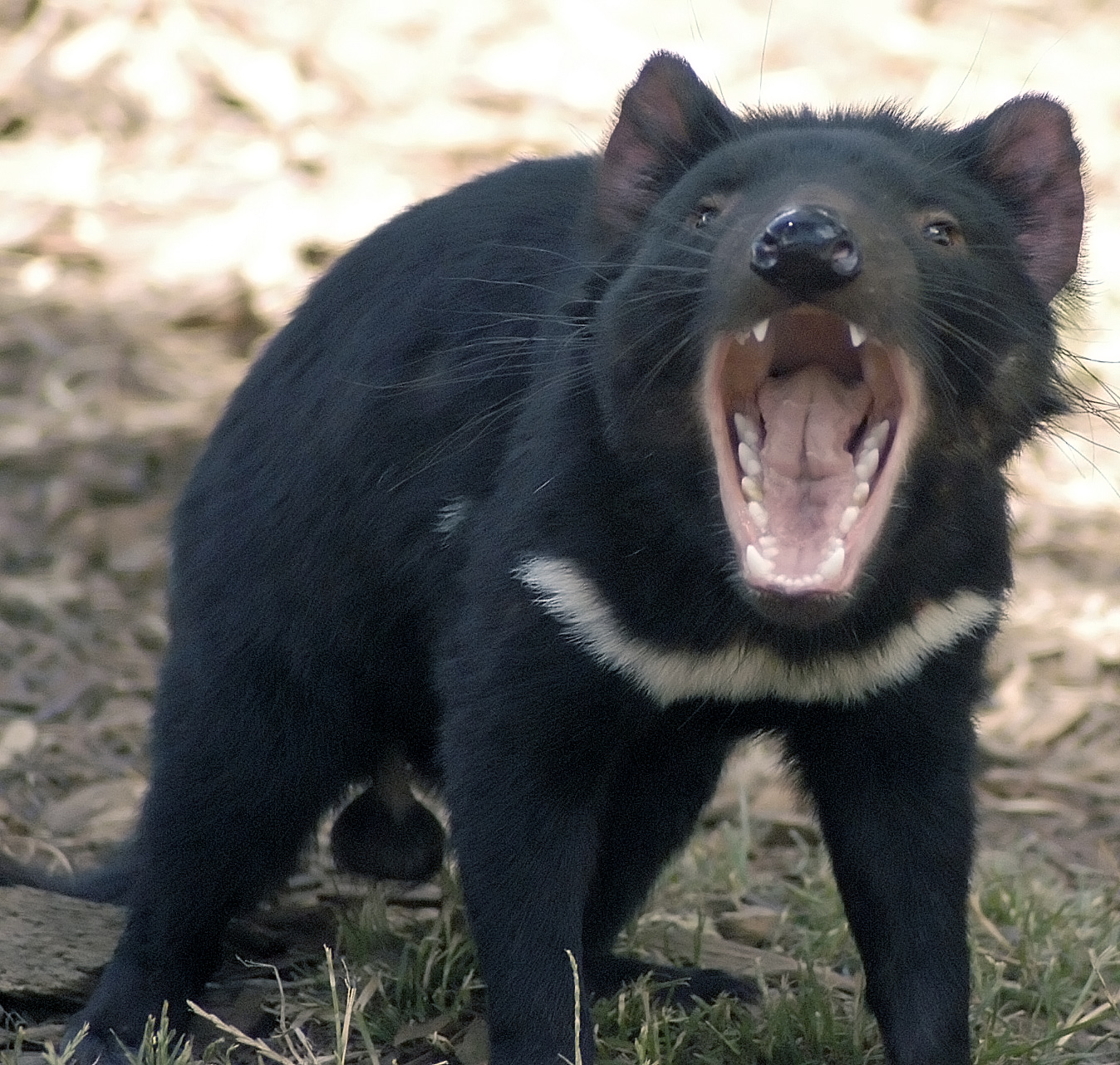
Su gran cabeza y cuello le permiten generar la mordida más fuerte por unidad de masa corporal de cualquier mamífero de la Tierra.

Tiene una mordedura excepcionalmente fuerte para su tamaño, con un cociente de fuerza de mordida (BFQ) de 181 (el jaguar o el tigre, por ejemplo, tienen una mayor fuerza de mordida, pero son mucho más grandes, con un coeficiente de 137 y 127, respectivamente), la mordida más fuerte por unidad de masa corporal de cualquier mamífero viviente del mundo. La mandíbula se puede abrir entre 75-80 grados, lo que le permite generar una gran fuerza para rasgar carne y triturar los huesos (una fuerza suficiente como para permitir que muerda a través de alambre metálico grueso). El poder de sus mandíbulas se debe en parte a su cabeza comparativamente grande. Sus dientes y mandíbulas son similares a los de las hienas, un ejemplo de evolución convergente. Los dientes de los dasiúridos se parecen a los de los marsupiales primitivos y, como todos los dasiúridos, el diablo tiene molares y colmillos prominentes; tiene tres pares de incisivos inferiores y cuatro pares de incisivos superiores, situados en lo alto de la parte delantera de la boca. Como los perros, tiene cuarenta y dos dientes, que no se sustituyen después del nacimiento, pero crecen continuamente durante toda la vida a un ritmo lento. Su dentición es fundamentalmente carnívora, con adaptaciones tróficas para el consumo de huesos.
Las garras son largas, lo que les permite cavar madrigueras, buscar comida subterránea fácilmente y agarrar presas o compañeros con fuerza. La fuerza de sus dientes y garras le permiten atacar incluso a wombats de hasta 30 kg de peso. Su gran parte delantera del cuerpo y cuello, que dan al diablo su fuerza, también hace que esta fuerza tienda hacia el cuarto delantero de su cuerpo, y se atribuye a este hecho su paso cojeante, torpe y arrastrando los pies.
Tiene largas vibrisas en la cara y en grupos en lo alto de la cabeza, que le ayudan a localizar las presas buscando en la oscuridad y para saber cuando otros diablos están cerca mientras se alimenta. Las vibrisas pueden extenderse desde la punta de la barbilla hasta la parte posterior de la mandíbula y pueden cubrir los hombros. El oído es su sentido dominante, y también tiene un olfato excelente, que alcanza hasta un kilómetro de distancia. A diferencia de otros marsupiales, tiene un hueso ectotimpánico. Dado que los demonios cazan por la noche, parece que su visión es mejor en blanco y negro; en estas condiciones pueden descubrir objetos móviles fácilmente, pero tienen dificultades para ver objetos inmóviles.

## Distribución y hábitat
Los diablos se encuentran en todos los hábitats a la isla de Tasmania, incluidas las afueras de las zonas urbanas, y su área de distribución se extiende por todas las zonas continentales tasmanas y a la pequeña isla de Robbins (situada al norte, y que se comunica con Tasmania durante las mareas bajas).
La población noroeste se extiende desde el oeste del río Forth y hacia el sur llega hasta Macquarie Heads. La población este-suroeste cubre nueve zonas del programa Save the Tasmanian Devil desde 2004. A principios del siglo XIX estaban presentes en la isla de Bruny, al sudeste de Tasmania, pero no existen registros de su presencia después de 1900, y se introdujeron en la isla de Badger a mediados de los años 1990, pero se cree que murieron hacia 2005.
Su hábitat principal se sitúa en la zona de precipitaciones entre bajas y moderadas del este y noroeste de Tasmania, con preferencia hacia los bosques esclerófilos secos y zonas boscosas costeras. Aunque no se encuentren en las zonas de mayor altitud de la isla, y su densidad de población es baja en las llanuras herbáceas del suroeste del estado, su población es elevada en los bosques esclerófilos secos o mixtos y brezales costeros. Prefieren el bosque abierto al bosque denso y los bosques secos a los húmedos. También se encuentran cerca de caminos o carreteras donde sea frecuente encontrar animales atropellados, a pesar de que a menudo sean los propios demonios los que mueren víctimas de los vehículos mientras se están alimentando de la carroña en la carretera. Según el Comité Científico de Especies Amenazadas, su versatilidad implica que la modificación o destrucción de su hábitat no se vea como una de las principales amenazas para la supervivencia de la especie.
El demonio de Tasmania se encuentra ligado directamente a Dasyurotaenia robusta, un cestodo clasificado como «Raro» bajo la Ley de Protección de Especies Amenazadas de Tasmania de 1995; este parásito acintado solo se encuentra en los demonios.

## Ecología y comportamiento

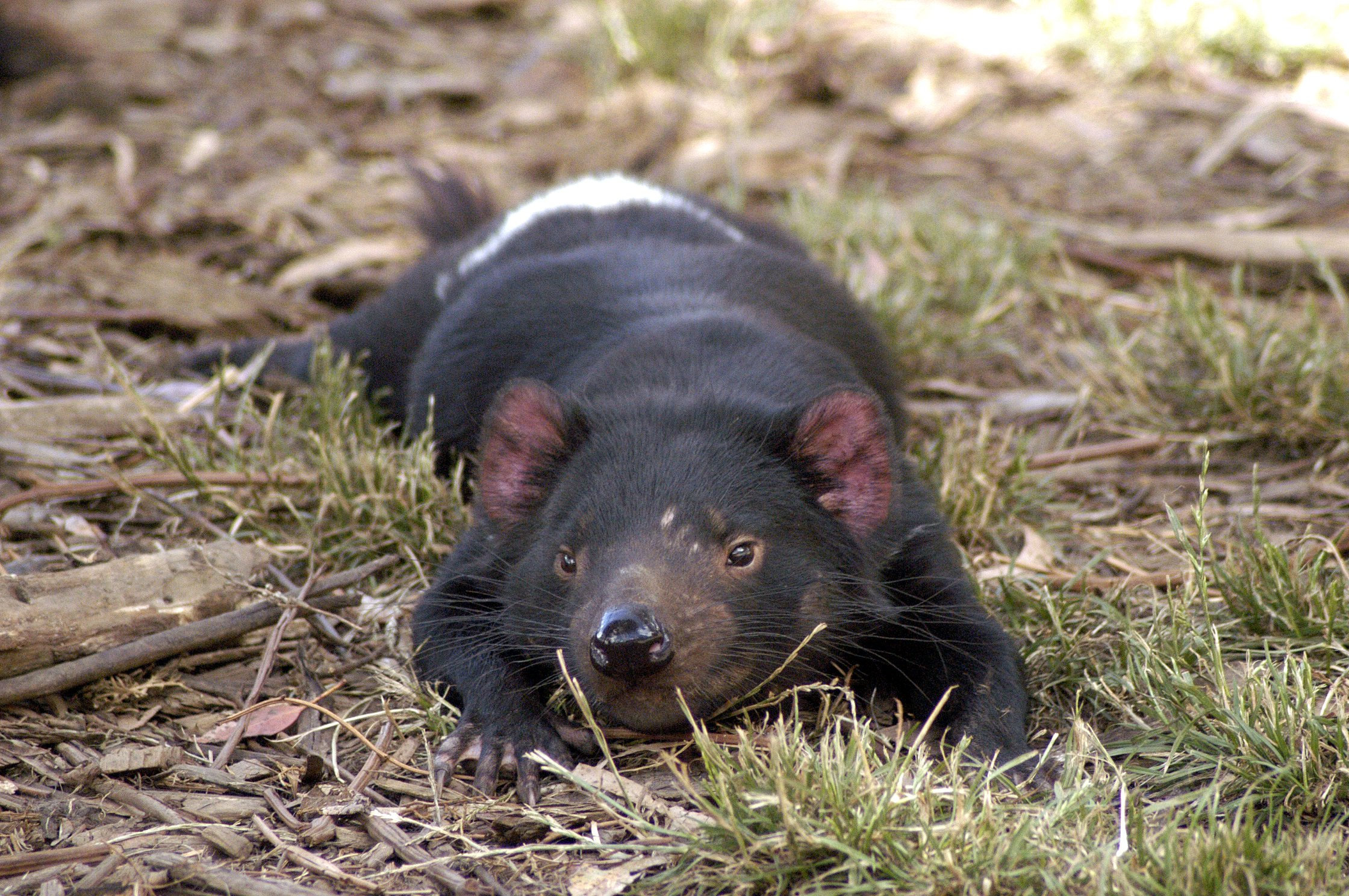
Aunque de hábitos nocturnos, les gusta descansar al sol.

El demonio es una especie clave en el ecosistema de Tasmania.
Es un cazador nocturno y crepuscular, y pasa las horas diurnas entre arbustos densos o en un agujero. Se ha especulado sobre la posibilidad de que haya adoptado sus hábitos nocturnos para evitar la depredación por parte de las águilas y los humanos. Los jóvenes son predominantemente crepusculares. No existen evidencias de que en algún momento entren en estado de torpor.
Los demonios jóvenes pueden trepar a los árboles, aunque esta habilidad se torna más difícil a medida que se hacen más grandes. Pueden subirse a árboles con troncos de más de 40 cm de diámetro (que generalmente no tienen pequeñas ramas laterales en las que apoyarse) hasta una altura de aproximadamente 2,5-3 m. Los diablos que todavía no alcanzaron la madurez pueden trepar por arbustos de 4 m de altura y pueden subir por un árbol hasta 7 m si no es vertical. Los adultos pueden comerse a diablos jóvenes si tienen mucha hambre, por lo que este comportamiento de escalado puede ser una adaptación para permitir a los jóvenes huir. Los demonios también pueden nadar y han sido vistos cruzando ríos de 50 m de anchura, incluso canales muy fríos, aparentemente con entusiasmo.
Los demonios de Tasmania no forman manadas, sino que pasan la mayor parte de su tiempo a solas una vez destetados. Tradicionalmente se consideraba que peleaban por la comida, y que los machos rara vez interactúan con otros machos, y estaban considerados como animales solitarios; sus interacciones sociales eran poco conocidas, pero un estudio de campo publicado en 2009 arroja algo de luz sobre este tema; se equipó a los diablos del parque nacional de Narawntapu, al norte de la isla, con collares de seguimiento con detectores de proximidad que registraban sus interacciones con otros diablos entre los meses de febrero a junio de 2006. Este estudio puso de manifiesto que todos los diablos de una región formaban parte de una gran red de contactos única, caracterizada por las interacciones entre machos y hembras durante la temporada de apareamiento, mientras que las interacciones entre hembras eran más comunes en otras ocasiones, aunque la frecuencia y los patrones de contacto no varió notablemente entre estaciones. Están considerados como animales no territoriales en general, pero las hembras son territoriales en torno a sus guaridas. Esto permite que un mayor número de demonios puedan compartir sin conflictos un área determinada de otros animales territoriales. Aunque no son territoriales, se mueven dentro de un área base o área de campeo; en un período de entre dos y cuatro semanas, se estima que su área base oscila entre 4 y 27 km², con un promedio de 13 km². La ubicación y geometría de estas áreas dependen de la distribución de sus presas, en particular los ualabíes y pademelones cercanos.
A menudo utilizan tres o cuatro guaridas con regularidad; aprecian especialmente las construidas con anterioridad por wombats para utilizarlas como madrigueras para la cría, debido a su seguridad. También utilizan como guaridas lugares con vegetación densa cerca de riachuelos, matas de hierba gruesa y cuevas. Los adultos usan las mismas guaridas toda la vida. Dado su aprecio por una guarida segura, se cree que algunas pueden haber sido utilizadas durante varios siglos por varias generaciones de animales. Algunos estudios han sugerido que la seguridad de la comida es menos importante que la seguridad de la guarida, ya que la destrucción del hábitat que afecta a éstas ha tenido más efecto en sus tasas de mortalidad. Pueden cambiar de una a otra cada uno a tres días, recorriendo una distancia media de 8,6 km cada noche, aunque hay informes que hablan de recorridos de hasta 50 km por noche. Se desplazan a través de tierras bajas, collados y a lo largo de los bancos de las calas, prefiriendo sobre todo caminos ya existentes y sendas del ganado, evitando cuestas escarpadas y terreno rocoso. Se cree que cantidad de sus desplazamientos es similar a lo largo del año, excepto en el caso de madres que han dado a luz recientemente. La similitud entre las distancias de los viajes de machos y hembras son inusuales entre los carnívoros solitarios y sexualmente dimorfos. Dado que los machos necesitan más comida, pasan más tiempo comiendo que viajando. Durante la caza generalmente se mueven a lo largo de su área base. En zonas cercanas a residencias humanas, se sabe que roban ropa, mantas y almohadas y las toman para utilizarlas en guaridas en edificios de madera.

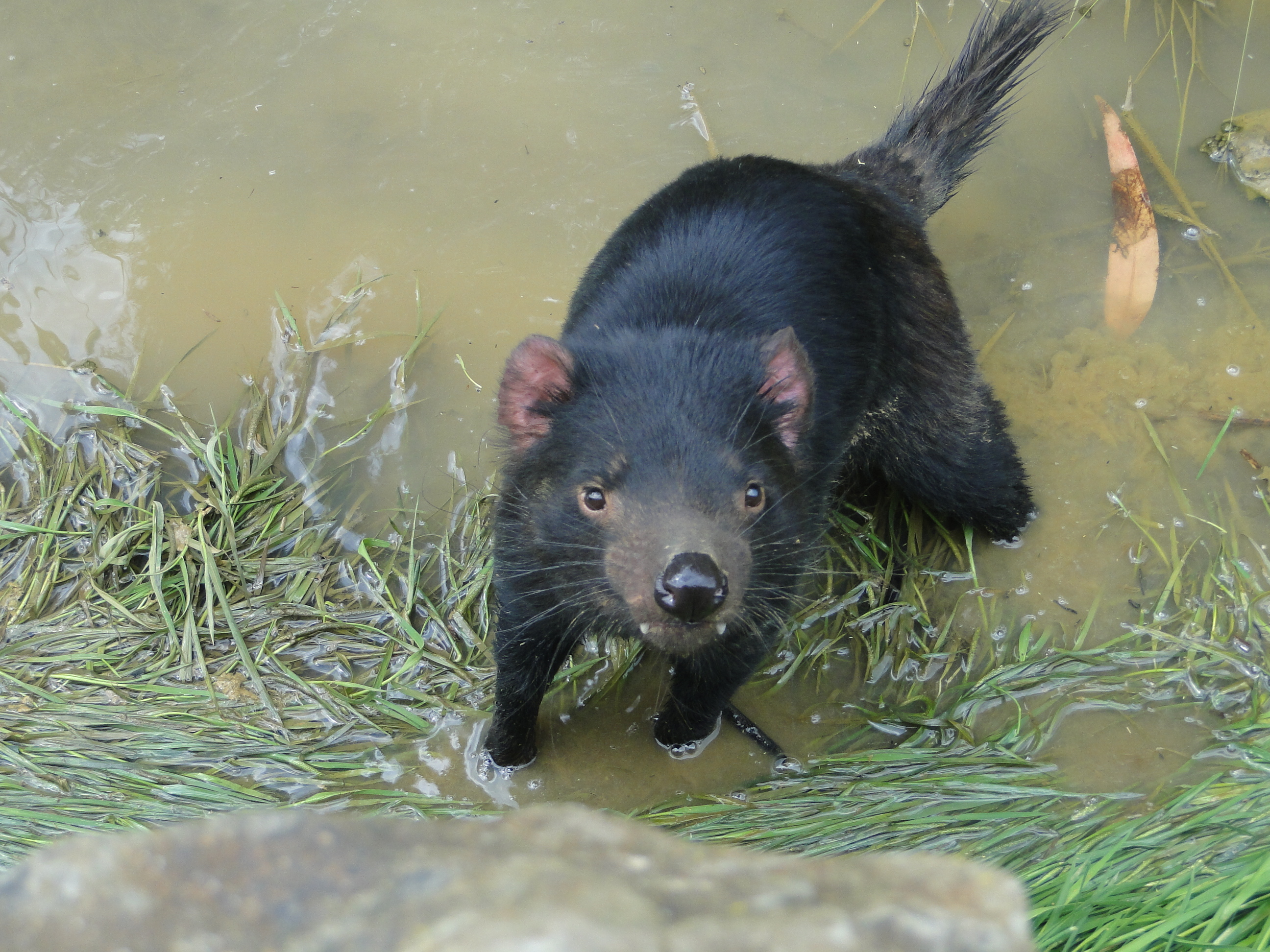
Juvenil jugando en el agua en Mole Creek, en el centro-norte de Tasmania.

La temperatura ambiente afecta a su termorregulación y comportamiento. Con temperaturas ambientales entre 5 y 30 °C, los demonios pueden mantener una temperatura corporal de entre 37,4 y 38 °C. En un estudio realizado, cuando la temperatura se elevó a 40 °C, y la humedad al 50 %, su temperatura corporal se elevó rápidamente 2 °C durante sesenta minutos, pero después disminuyó de forma constante hasta la temperatura inicial a lo largo de dos horas y permaneció así durante dos horas más; durante este tiempo, el diablo bebió agua y no mostró ningún signo visible de incomodidad, lo que llevó a los científicos a considerar que la refrigeración por evaporación y la sudación serían sus medios primarios de disipación térmica. Un estudio posterior encontró que los diablos jadean, pero no sudan para liberar calor. En contraste, muchos otros marsupiales son incapaces de mantener su temperatura corporal. Como otros animales más pequeños tienen que vivir en condiciones más cálidas y más áridas a las cuales están peor adaptados, adoptan un estilo de vida nocturno y disminuyen su temperatura corporal durante el día, mientras que el diablo es activo durante el día y su temperatura corporal varía en 1,8 °C entre su mínimo por la noche y la máxima al mediodía.
La tasa metabólica estándar de un demonio de Tasmania es de 141 kJ/kg por día, mucho más baja que los pequeños marsupiales. Un demonio de 5 kg usa 712 kJ por día. Su tasa metabólica en invierno es de 407 kJ/kg por día y en verano de 308 kJ/kg. Junto con los cuoles, los demonios de Tasmania tienen una tasa metabólica comparable a los carnívoros no marsupiales de un tamaño similar. Esto difiere de los carnívoros placentarios, que tienen tasas metabólicas basales relativamente altas. Un estudio mostró una pérdida de peso de los demonios de 7,9 a 7,1 kg entre el verano y el invierno, pero en el mismo periodo, el consumo diario de energía aumentó de 2,591 a 2,890 kJ, que equivale a un aumento en el consumo de alimentos de 518 a 578 g. La dieta es a base de proteínas con contenido en agua del 70 %; por cada gramo de insectos consumidos, se producen 3,5 kJ de energía, mientras que una cantidad equivalente de carne de ualabi genera 5,0 kJ. En cuanto a su masa corporal, el diablo come solo una cuarta parte de la ingesta de un cuol oriental, permitiéndole sobrevivir durante más tiempo a la escasez de alimentos.

## Alimentación

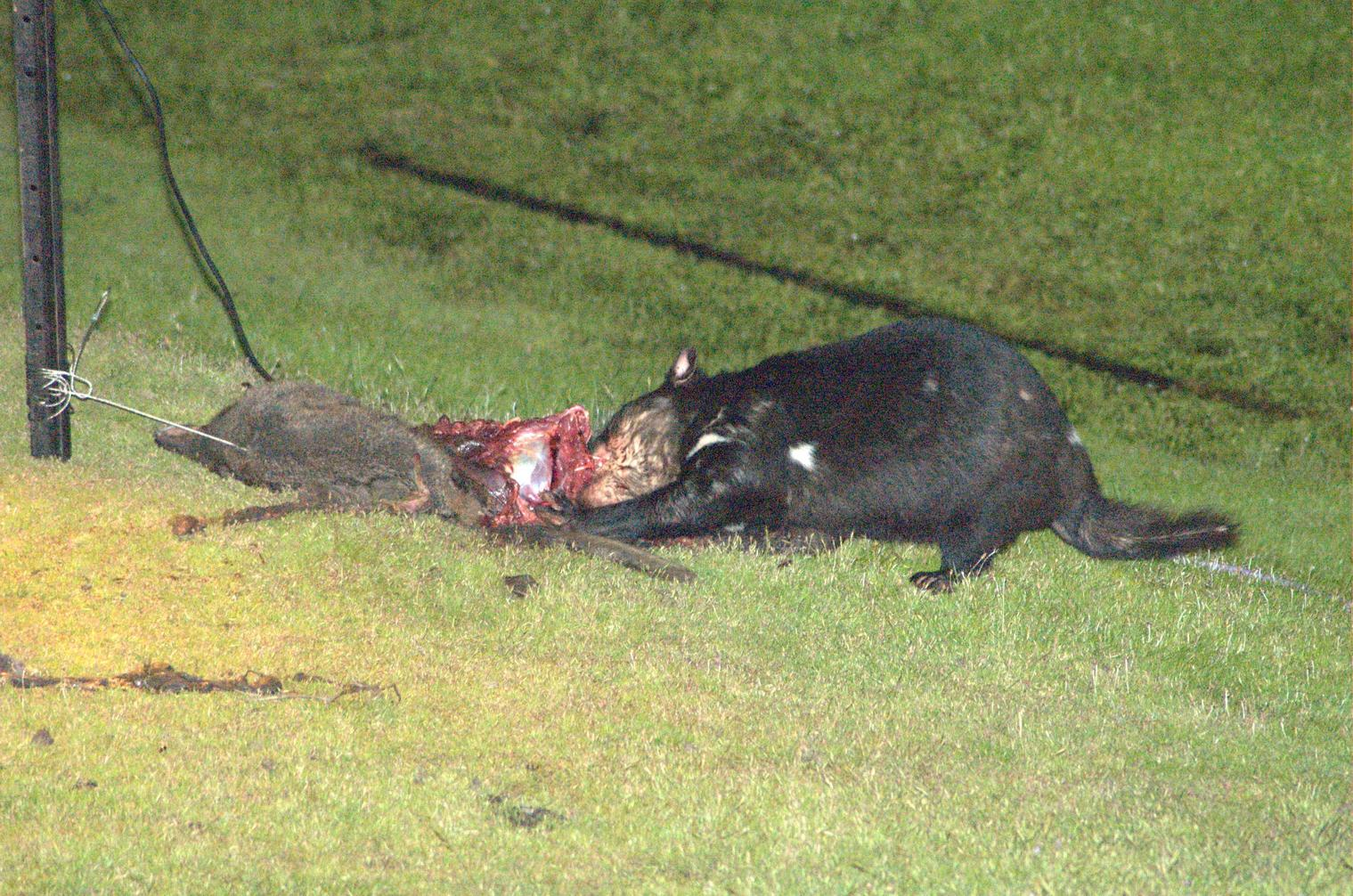
Un demonio alimentándose de un animal atropellado en una carretera.

Los demonios de Tasmania pueden cazar presas de hasta el tamaño de un canguro pequeño, pero por lo general son oportunistas y se alimentan de carroña más a menudo de lo que cazan presas vivas. Su dieta es muy variada y depende de la disponibilidad de alimentos. Aunque a la hora de cazar el diablo tiene preferencia hacia los wombats debido a su facilidad de depredación y de su alto contenido de grasa, también captura todo tipo de pequeños mamíferos nativos, como ratas canguro y potorúes, mamíferos domésticos (incluidas las ovejas), así como aves, peces, frutas, materia vegetal, insectos, renacuajos, ranas y reptiles. Antes de la extinción del tilacino, el demonio de Tasmania comía cachorros de tilacino que quedaban solos en sus madrigueras cuando sus padres salían; este hecho podría haber contribuido a acelerar la extinción del tilacino el cual, a su vez, también se alimentaba de demonios. Se sabe que cazan ratas de agua en el mar y se alimentan de peces muertos que han sido arrastrados por las olas. Cerca de los hogares humanos, en ocasiones muerden las patas de las ovejas cuando asoman en los galpones de esquila de madera, dejando sus patas colgando. A veces roban zapatos y los muerden. Se han encontrado en sus heces objetos tales como collares y etiquetas de animales devorados, púas de equidna intactas, lápices, plástico y pantalones vaqueros. Aunque los demonios pueden romper a mordiscos mallas metálicas, tienden a reservar sus fuertes mandíbulas para escapar de la cautividad en lugar de irrumpir en lugares de almacenamiento de alimentos. Debido a su relativa falta de velocidad, no pueden agotar a un canguro o a un conejo, pero pueden atacar a animales débiles o que se han vuelto lentos debido a alguna enfermedad. Inspeccionan rebaños de ovejas olfateándolas a unos 10 o 15 m de distancia y atacan si la presa está enferma; las ovejas patalean para hacer una demostración de fuerza.
Aunque no desarrollen una velocidad máxima elevada, se ha informado que los demonios pueden correr a 25 km/h una distancia de 1,5 km, y se ha conjeturado que, antes de la inmigración europea y la introducción de ganado y vehículos (con la sonsiguiente aparición de presas víctimas de atropello), habrían tenido que perseguir otros animales nativos a una velocidad razonable para encontrar comida. Existen informes de que pueden desarrollar una media de 10 km/h durante largos períodos de tiempo en varias noches a la semana, y que corren largas distancias antes de sentarse y permanecer inmóvil durante hora y media, hecho que ha sido interpretado como evidencia de depredación emboscada.
En ocasiones pueden cavar para buscar cadáveres enterrados. Generalmente empiezan a comer por el sistema digestivo de los animales muertos, la parte más blanda de su anatomía, y a menudo se introducen en la cavidad resultante mientras comen.
Por término medio, ingieren cada día aproximadamente el 15 % de su peso corporal, aunque pueden comer hasta el 40 % de su peso corporal en treinta minutos si se da la oportunidad. Esto conlleva que se pueden tornarse muy pesados y letárgicos después de una comida abundante; en este estado tienden a andar lentamente y contoneándose y a acostarse, lo que hace que resulte fácil acercarse a ellos. Esto ha llevado a la creencia que tales hábitos de comida se hicieron posibles debido a la carencia de un depredador que atacara a estos individuos hinchados.
Pueden eliminar por completo todos los restos de un animal más pequeño, devorando incluso los huesos y la piel si lo desean. A este respecto, los diablos se han ganado la gratitud de los agricultores de Tasmania, ya que la velocidad con la que se deshacen de un cuerpo ayuda a prevenir la expansión de insectos que podrían dañar su ganado. Cuando hay mucha comida, algunos de estos animales muertos también se retiran de la zona cuando los diablos se llevan los restos a sus guaridas para seguir comiendo posteriormente.
La dieta puede variar sustancialmente entre machos y hembras, y según la época, de acuerdo con estudios realizados en Cradle Mountain. En invierno, los machos prefieren los mamíferos de tamaño medio a los grandes, con una relación de 4:5, pero en verano, prefieren una presa más grande en una proporción de 7:2. Estas dos categorías representaron más del 95 % de la dieta. Las hembras son menos propensas a atacar presas grandes, pero tienen el mismo sesgo estacional; en invierno, los mamíferos grandes y medianos representaron el 25 y el 58 % respectivamente, con un 7 % de mamíferos pequeños y un 10 % aves. En verano, las dos primeras categorías supusieron el 61 y 37 % respectivamente.
Se sabe que los jóvenes en ocasiones se suben a los árboles; además de pequeños vertebrados e invertebrados, los jóvenes suben a los árboles para comer larvas y huevos de aves; también se les ha visto capturando aves. A lo largo del año, los diablos adultos obtienen el 16,2 % del consumo de su biomasa de los árboles; la mayor parte proviene de pósums, y solo el 1 % de aves grandes. De febrero a julio, los diablos subadultos obtienen el 35,8 % de su consumo de biomasa de la vida arbórea, el 12,2 % de pequeñas aves y el 23,2 % de pósums. En el caso de las hembras, en invierno el 40% de su consumo proviene de especies arbóreas, correspondiendo el 26,7 % a pósums y el 8,9 % de varias aves. No todos estos animales los capturan mientras están en los árboles, pero esta cifra es sin duda elevada en el caso de las hembras, mayor incluso que la observada en los machos de cuol tigre en la misma época, lo cual puede resultar extraño, ya que la habilidad para trepar a los árboles de los demonios es inferior.

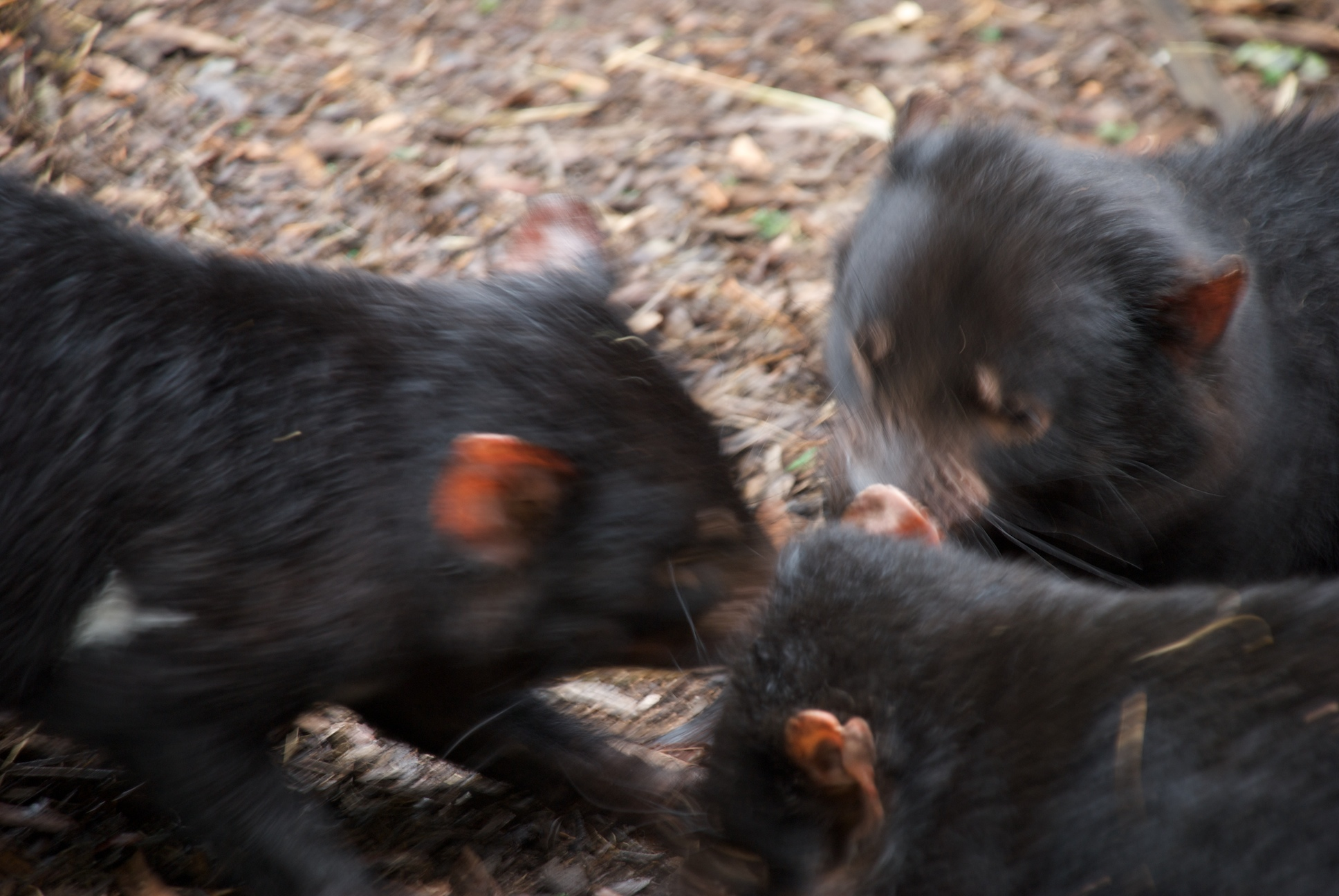
Tres diablos alimentándose. La comida es un evento social para el diablo de Tasmania, y los grupos de dos a cinco individuos son habituales.

A pesar de que cazan solos, se han producido afirmaciones infundadas que hablan de caza comunal, indicando que un diablo aleja a la presa de su hábitat y un cómplice la ataca. Está comprobado que la alimentación es un evento social para el diablo de Tasmania; esta combinación de animal solitario que come en comunidad hace del diablo un caso único entre los carnívoros. Gran parte del carácter ruidoso atribuido a estos animales es como resultado de su estridente alimentación comunal, en la que se pueden reunir hasta doce individuos, aunque los grupos más comunes son de entre dos y cinco, a los que a menudo puede oírseles a varios kilómetros de distancia. Esta conducta ha sido interpretada como un aviso a otros demonios para que participen en la comida, evitando así que los alimentos se pierdan por la podredumbre y se ahorra energía. La cantidad de ruido se correlaciona con el tamaño de la pieza. Los demonios comen con arreglo a un sistema. Los jóvenes son activos al anochecer, por lo que tienden a llegar a la fuente de alimento antes que los adultos. Por lo general, el animal dominante come hasta que se harta y se va, luchando contra todos los candidatos mientras tanto; los derrotados se retiran con el pelo erizado y la cola erecta, y el dominante los persigue y les muerde por detrás cuando puede. Las disputas son menos comunes cuando aumenta la cantidad de alimento, dedicándose entonces a comer en lugar de acosar a otros demonios. Cuando los cuoles están comiendo un cadáver, los demonios tienden a alejarlos. Este es un problema importante para el cuol tigre, ya que cazan pósums relativamente grandes y no pueden terminar su comida antes de la llegada de los demonios. Por el contrario, los cuoles orientales, de menor tamaño, cazan presas mucho más pequeñas, y pueden acabar de comérselas antes de que aparezcan los demonios. Esta situación se ve como una posible razón para la relativamente pequeña población de cuoles tigre.
Existen estudios que evidencian que realizan unos veinte gestos distintos durante su alimentación, entre los que se encuentra su característico bostezo amenazante y once vocalizaciones diferentes que usan para comunicarse mientras se alimentan. Generalmente establecen su dominio solo mediante un sonido y una postura determinada, aunque también se producen luchas. Por la noche, los demonios pueden ver las características manchas blancas de sus congéneres, y también utilizan marcas químicas. Los machos adultos son los más agresivos, y es habitual que se aprecie en sus cuerpos alguna cicatriz, así como desgarros en torno a la boca y los dientes o heridas en los cuartos traseros, aunque estos también pueden ser como resultado de las luchas durante la época de apareamiento.
La digestión es muy rápida en los dasúridos en general, aunque en el caso en concreto de los demonios de Tasmania las pocas horas que transcurren hasta que la comida atraviesa su pequeña tripa es relativamente largo en comparación con otros miembros de la familia Dasyuridae. Se sabe que los demonios vuelven a los mismos sitios para defecar y lo hacen zonas comunales, conocidas como «letrinas del diablo»; se cree que la defecación comunal puede ser un medio de comunicación que todavía no está suficientemente estudiado. Sus excrementos son muy grandes en relación con su tamaño corporal, con un tamaño medio de unos 15 cm y con muchas deposiciones de 25 cm; son por lo general de color grisáceo debido a los huesos ingeridos.
Algunos científicos consideran que la relación entre los demonios de Tasmania y los tilacinos era cercana y compleja, y que compitieron de forma directa por las presas y probablemente también por los refugios. El tilacino se alimentaba de diablos, y estos se aprovechaban de las presas de los tilacinos y también mataban sus crías. Algunos autores apuntan a que ambas especies compartieron el papel superpredadores en Tasmania. El águila audaz (Aquila audax) tiene una dieta basada en la carroña similar a la de los diablos, y se consideran como sus competidores, y los cuoles también están entre sus competidores directos.

## Reproducción
Las hembras comienzan a reproducirse cuando alcanzan la madurez sexual, generalmente a los dos años de edad. A partir de este momento, son fértiles una vez al año, produciendo múltiples óvulos mientras hace calor. Como las presas son más abundantes en primavera y a principios de verano, el ciclo reproductivo del diablo comienza en marzo o abril, para que el final del período de destete coincida con una mayor abundancia de alimentos a disposición de los jóvenes.
El apareamiento tiene lugar generalmente entre febrero y marzo, aunque estudios recientes lo sitúan entre febrero y junio, y lo realizan en las guaridas o lugares resguardados durante el día y la noche. Los machos luchan por las hembras durante la época de cría, y las hembras se aparean con el macho dominante. Las hembras pueden ovular hasta tres veces en un período de veintiún días, y la cópula puede durar cinco o incluso ocho días. Los machos a menudo mantienen retenidas a sus compañeras en la guarida, o las llevan con ellos cuando necesitan ir a beber, para evitar que se apareen con otros machos. No son monógamos, y las hembras copulan con varios machos si no las vigilan después del apareamiento; los machos también copulan con varias hembras durante la temporada. Se ha comprobado que las hembras se han mostrado selectivas rechazando, por ejemplo, a los machos más pequeños, buscando garantizar la mejor descendencia genética. Los machos pueden engendrar hasta dieciséis crías durante su vida, mientras que las hembras promedian unas cuatro temporadas de apareamiento y paren unas doce crías; La tasa de embarazo es alta; hay registros indicando que un 80 % de las hembras de dos años de edad, tenían crías en sus marsupios durante una temporada de apareamiento. Esta especie no utiliza la estrategia reproductiva conocida como implantación diferida.
La gestación dura veintiún días, y dan a luz a veinte o treinta crías que, como en los marsupiales en general, se encuentran en un estado de desarrollo muy incompleto, casi fetal, cada una con un peso aproximado de 0,18-0,24 g. Al nacer, las patas delanteras ya tienen dedos bien desarrollados y con garras; a diferencia de muchos marsupiales, las garras de los recién nacidos no son deciduas (no se reemplazan). Al igual que la mayoría de los marsupiales, los miembros anteriores son más largos (de 0,26 a 0,43 cm) que los posteriores (0,20 a 0,28 cm), los ojos son solo dos puntos, y el cuerpo es de color rosa. Todavía no aparece el oído externo ni aberturas. Inusualmente, el género puede ser determinado en el nacimiento, con la presencia de un escroto externo.
A pesar de su numerosa camada, la hembra solo dispone de cuatro pezones, por lo que tras el nacimiento la competencia es feroz cuando pasan desde la vagina, en un flujo de moco pegajoso, hasta alcanzar el marsupio, ya que solamente cuatro podrán alimentarse. Una vez dentro de la bolsa, cada uno de ellos permanece unido a un pezón durante los siguientes cien días. El marsupio de los demonios, al igual que el de los wombats, se abre hacia atrás, con lo que los recién nacidos solo tienen que recorrer un corto trecho para alcanzar la abertura, pero hace que a la hembra le resulte muy difícil acceder a sus crías dentro de la bolsa. Una vez que los jóvenes han entrado en contacto con el pezón, este se amplía, lo que permite que el recién nacido pueda sujetarse mejor y que no se caiga de la bolsa. Por término medio sobreviven más hembras que machos, y hasta el 60 % de las crías no sobreviven y alcanzan la madurez. Por lo general tienen tres o cuatro crías en el primer año de reproducción, y menos el segundo y tercer año; muy pocos diablos se reproducen durante cuatro años.
Dentro del marsupio, los jóvenes que consiguieron alimentarse se desarrollan rápidamente. En la segunda semana, el rinario se distingue con claridad y ya está muy pigmentado. A los quince días son visibles las partes externas del oído, aunque están unidas a la cabeza y no se abrirán hasta que el demonio tenga aproximadamente diez semanas; las orejas empiezan a ennegrecer después de alrededor de cuarenta días, cuando tienen menos de un centímetro de longitud, y se ponen rígidas cuando alcanzan entre 1,2 y 1,6 cm. Los párpados son evidentes a los dieciséis días, los bigotes a los diecisiete días y los labios a los veinte días. Los demonios pueden emitir ruidos chirriantes después de ocho semanas, y tras alrededor de diez u once semanas, pueden abrir los labios. Aunque tienen pestañas alrededor de los cincuenta días y ya están formados los párpados, no se abren hasta los tres meses. Las crías en este punto son de color rosa y comienza a crecerles el pelo a los cuarenta y nueve días y tienen una capa completa en noventa días; el proceso de crecimiento del pelaje comienza en el hocico y sigue a lo largo del cuerpo, aunque la cola alcanza la piel antes que la grupa, que es la última parte del cuerpo en cubrirse. Justo antes del inicio del proceso de cubrirse de pelo, el color de la piel desnuda del diablo comienza a oscurecer y se volverá negra o gris oscuro en la cola.

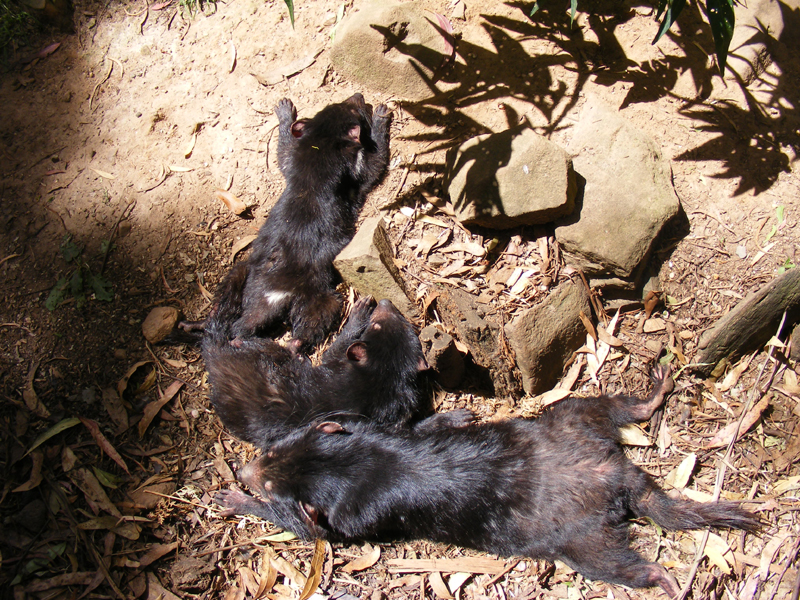
Tres jóvenes tomando el sol.

Sus ojos se abren poco después de que se completa el desarrollo del pelaje —entre ochenta y siete y noventa y tres días— y sus bocas pueden relajar su presión sobre el pezón a los cien días. Abandonan el marsupio unos ciento cinco días después del nacimiento, y aparecen ya como pequeñas copias de sus padres, con un peso aproximado de 200 g.
Una vez abandonada la bolsa, los jóvenes todavía permanecen en la madriguera durante unos tres meses, cuando empiezan a aventurarse fuera de la cueva, entre octubre y diciembre, antes de independizarse en enero. Durante esta fase de transición tras dejar la bolsa, los jóvenes están relativamente a salvo de la depredación, ya que por lo general están acompañados. Cuando la madre está de caza que pueden permanecer en el interior de un refugio o acompañarla, a menudo a caballo en la espalda de su madre. Durante este tiempo continúa bebiendo la leche materna. Las hembras están ocupados con la crianza de sus crías para todos, pero aproximadamente seis semanas del año. Su leche contiene una mayor cantidad de hierro que la de los mamíferos placentarios. En un estudio realizado en los años 1970, no murió ninguna hembra mientras alimentaba sus crías en la bolsa. Después de salir de la bolsa, los demonios crecen en torno a 500 g al mes hasta los seis meses de edad. Aunque la mayoría de las crías sobrevivieron hasta ser destetadas, el estudio mostró que hasta tres quintas partes no alcanzan la madurez. Como los jóvenes son más crepusculares que los adultos, su aparición al descubierto en verano puede dar la falsa impresión entre los humanos de un auge de la población.
En una aparente respuesta a la reducción de la competencia intraespecífica  a causa de la enfermedad de los tumores faciales que asola a estos animales, las hembras en las regiones con mayor incidencia de la enfermedad ahora son más propensas a reproducirse con tan solo un año de edad; la enfermedad también ha llevado a que la temporada reproductiva sea menos definida, con nacimientos que se producen en cualquier momento a lo largo del año. Las camadas nacidas de madres con esta enfermedad tienen más crías hembras que machos.

## Taxonomía y genética
Creyendo que era un tipo de oposum, el naturalista George Harris, que ya había presentado con anterioridad el tema en la Sociedad Zoológica de Londres, publicó su primera descripción en 1807 como Didelphis ursina, al apreciarle algunas características similares a un oso, como las orejas redondeadas. Sin embargo, ese nombre binomial ya se había utilizado para describir al uómbat común (posteriormente reclasificado Vombatus ursinus) por George Shaw en 1800, por lo que dicho nombre no podía ser utilizado. En 1838 un espécimen fue clasificado como Dasyurus laniarius por Richard Owen, pero hacia 1877 lo trasladó a Sarcophilus. En 1841 el naturalista francés Pierre Boitard le asignó su nombre actual, Sarcophilus harrisii, en honor a Harris.
Una revisión posterior de la taxonomía del diablo, publicada en 1987, proponía cambiar la denominación de la especie a Sarcophilus laniarius, basándose en el registro fósil descubierto en el continente, pero de solo unos pocos animales; sin embargo esta propuesta no fue aceptada por la mayoría de la comunidad taxonómica, y S. harrisii se mantiene y S. laniarius se considera una especie extinta.
Los primeros exploradores europeos de Tasmania lo llamaban «cachorro de Belcebú», en referencia a esta deidad, príncipe del infierno y ayudante de Satanás, impresionados por sus chillidos nocturnos. En el mismo sentido, y por la errónea consideración de este animal como feroz e implacable, en el siglo XIX se le asignaron nombres como Sarcophilus satanicus (amante de la carne satánico) y Diabolus ursinus (oso diabólico).
El demonio de Tasmania pertenece a la familia Dasyuridae. El género Sarcophilus contiene otras dos especies, conocidas solo por restos fósiles del Pleistoceno: S. laniarius y S. moomaensis. Las relaciones entre las tres especies no están claras. Los análisis filogenéticos muestran que S. harrisii es el más estrechamente relacionado con los cuoles.
Se cree que las raíces de los marsupiales australianos se remontan a decenas de millones de años, cuando la mayor parte del actual hemisferio sur formaba parte del supercontinente de Gondwana; se estima que los marsupiales tienen su origen en lo que ahora es Sudamérica y emigraron a través de la Antártida, que por entonces tenía un clima templado. Al producirse la degradación del suelo, se cree que los marsupiales se adaptaron a la flora más básica de Australia. Según el zoólogo David Pemberton, los posibles antepasados del diablo puede que se vieran en la necesidad de subir a los árboles para obtener alimento, lo que conllevó un aumento de su talla y el desplazamiento a saltos de muchos marsupiales, y también especuló que estas adaptaciones pueden ser la causa de peculiar modo de andar de los demonios de Tasmania. El linaje específico del diablo de Tasmania se considera que pudo haber surgido durante el Mioceno, y las pruebas moleculares sugieren una separación de los antepasados de los cuoles hace entre 10 y 15 millones de años, cuando se produjo un importante cambio climático en Australia, transformando el clima cálido y húmedo en una edad árida y de hielo seco que causó extinciones masivas. Como la mayor parte de sus presas murieron a causa del frío, solo sobrevivieron algunos carnívoros, entre los que se encontraban los antepasados del cuol y el tilacino. Se especula que el linaje del demonio puede haber surgido en ese momento para llenar un nicho ecológico en el ecosistema, como un limpiador que eliminaba la carroña resultante de la alimentación selectiva del tilacino. El extinto Glaucodon ballaratensis del Plioceno ha sido considerado como una especie intermedia entre el cuol y demonio.

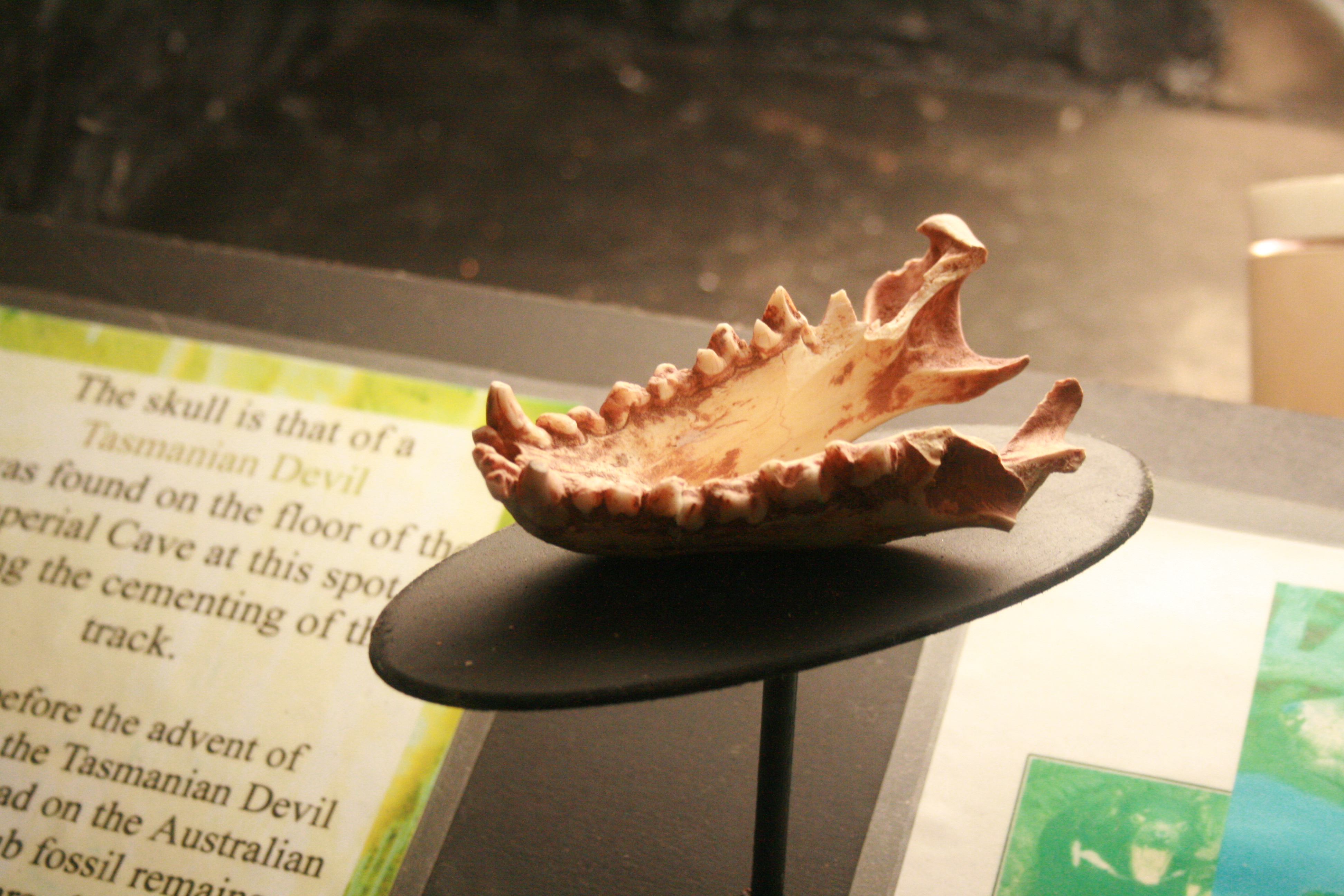
Mandíbula de un demonio de Tasmania encontrada en las cuevas Jenolan, en Nueva Gales del Sur.

En los depósitos fósiles de piedra caliza de Naracoorte, Australia Meridional, datados como pertenecientes al Mioceno, se encontraron especímenes de S. laniarius que eran aproximadamente un 15 % más grandes y un 50 % más pesados que los demonios modernos. Se encontraron especímenes más antiguos, de unos 50-70 000 de edad, en Darling Downs (Queensland) y en Australia Occidental. No está claro si el diablo moderno evolucionó de S. laniarius, o si ambos coexistieron; Richard Owen abogó por esta última hipótesis en el siglo XIX, basándose en fósiles encontrados en 1877 en Nueva Gales del Sur. Grandes huesos, atribuidos a S. moornaensis, se han encontrado en Nueva Gales del Sur, y se ha conjeturado que estas dos especies extintas de mayor tamaño pueden haber sido cazadores y carroñeros. Se sabe que había varios géneros de tilacinos hace millones de años, con especies de distintos tamaños, donde las más pequeñas estaban más dotadas para el forrajeo. Dada las similitudes entre el demonio y el tilacino, la extinción de géneros coexistentes de tilacinos se ha citado como prueba para apoyar una historia análoga para los demonios. Se ha especulado que el menor tamaño de S. laniarius y S. moornaensis les permitió adaptarse a las condiciones cambiantes con mayor eficacia y sobrevivir durante más tiempo que los tilacinos. Dado que la extinción de estas dos especies se produjo cuando los humanos ya habitaban Australia, la caza y la tala por parte de los humanos también se citan como posibles causas. Los críticos de esta teoría señalan que como los indígenas australianos solo desarrollaron búmerans y lanzas para la caza hace unos 10 000 años, una caída importante en las poblaciones debido a la caza sistemática es poco probable; también señalan que las cuevas habitadas por aborígenes contienen una baja proporción de huesos y pinturas rupestres de demonios, lo que podría ser una indicación de que no formaban parte significativa del estilo de vida indígena. Por otra parte, un informe científico de 1910 afirmó que los aborígenes preferían la carne de los herbívoros más que la de los carnívoros. Otra de las principales teorías sobre la extinción apunta a que fue a causa del cambio climático provocado por la época glacial más reciente.
Mientras que los dingos están considerados como la principal causa para la desaparición de los demonios del continente, otra teoría afirma que la causa fue la creciente aridez del continente, y que la población de Tasmania no se vio tan afectada ya que el clima se mantuvo frío y húmedo; de acuerdo con esta teoría, el dingo habría sido solo una causa secundaria.
Como el diablo es el pariente más cercano del tilacino, se ha especulado sobre la posibilidad de revivir al extinto tilacino mediante la combinación de ADN tomado de muestras de estos animales existentes en los museos, con óvulos de diablos actuales.
El genoma del demonio de Tasmania fue secuenciado en 2010 por el Instituto Sanger de Cambridge. Posee entre 2,89 y 3,17 gigapares de bases (Gb) y al igual que todos los dasiúridos, el demonio tiene 14 cromosomas. El contenido en C+G es de un 36,4 %, valor semejante al que se encuentra en animales filogenéticamente cercanos como el oposum. Se han identificado en el genoma 18.775 genes que codifican para proteínas, 1213 de ellos sin ortólogo en oposum o humano. También se han identificado unos 363 miRNAs en su genoma. Tienen una baja diversidad genética en comparación con otros marsupiales y carnívoros placentarios australianos. Los brotes de cáncer facial están produciendo un aumento del endocruzamiento (cruzamiento interno o consanguíneo). Una subpoblación de demonios en el noroeste de la isla es genéticamente distinta de otros demonios, pero no hay un intercambio entre los dos grupos.

## Estado de conservación

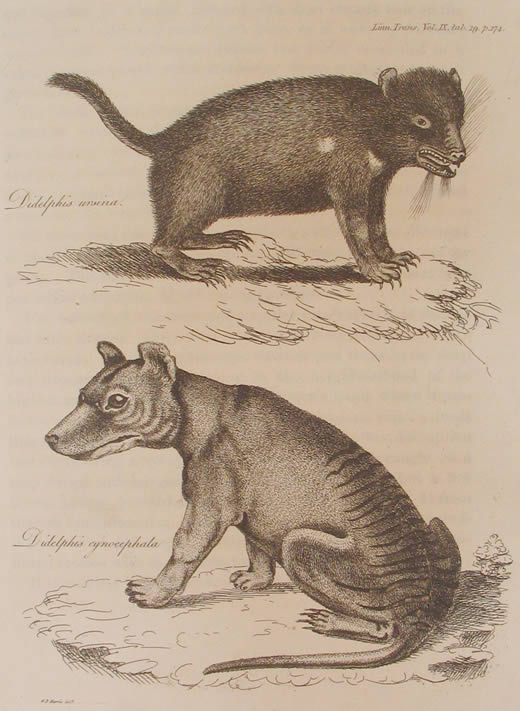
Ilustración realizada en 1808 por George Harris en la que se representa un demonio de Tasmania y un tilacino.

Ampliamente distribuido a lo largo del continente australiano durante el Pleistoceno, había disminuido y quedó restringido a tres poblaciones relictas a mediados del Holoceno, hace aproximadamente 3000 años. Algunas pinturas rupestres y un único resto fósil encontrado cerca de Darwin indican la existencia de una población septentrional, y restos encontrados en el sudeste indican una población al sudeste, que se extendía desde el margen este del río Murray a las inmediaciones de Port Phillip, en Victoria; esta población se extendía por el norte de Victoria y Nueva Gales del Sur. El incremento del nivel del mar durante el Holoceno también contribuyó a la separación de poblaciones en Tasmania. El tercer grupo estaba localizado al sudoeste de Australia Occidental, aunque los restos fósiles de esta ubicación han resultado controvertidos. Al igual que otros muchos animales nativos, los antiguos demonios eran de mayor tamaño que sus descendientes actuales. En 1972 se encontró un diente de diablo al pie de un acantilado cerca de la ciudad de Augusta, en Australia Occidental, y lo dataron como de una antigüedad de 430±160 años, un dato utilizado y citado en numerosas ocasiones desde entonces. Sin embargo, el arqueólogo australiano Oliver Brown ha puesto en entredicho ese dato, indicando que la incertidumbre de los autores sobre los orígenes del diente pone en dudas su edad, especialmente teniendo en cuenta que otros restos siguen datados hasta la fecha como de 3000 años de edad.
Las causas de su desaparición del continente no están claras, pero parece que su decadencia coincide con la expansión por el continente de los dingos y los aborígenes australianos. Sin embargo se desconoce si la competencia con los dingos, la caza directa o los cambios causados por la creciente población humana, quiénes hace 3000 años ya utilizaban todo tipo de hábitats a lo largo del continente, o una combinación los tres factores; los demonios ya habían coexistido con los dingos en el continente durante aproximadamente 3000 años. Brown también ha propuesto que el importante cambio en los patrones de movimiento durante el Holoceno de las corrientes marinas en la zona intertropical, que al diablo, como carroñero con una vida útil corta, podría ser muy sensible a este cambio. En Tasmania, donde no había dingos, los marsupiales carnívoros todavía eran activos cuando llegaron los europeos al continente. Se conoce la exterminación del tilacino tras de la llegada de los europeos, pero el demonio de Tasmania también se vio amenazado.
Los tilacinos se alimentaban de diablos, y los diablos atacaban a jóvenes tilacinos, y los diablos pueden haber precipitado la extinción del tilacino. Mientras existió el tilacino, aparte de los diablos que cazaban, también pueden haber ejercicio presión sobre los medios de supervivencia del diablo, compitiendo por las guaridas y los escasos alimentos. Se ha especulado que los diablos pueden haberse vuelto más predadores y ocupado áreas de acción más grandes para llenar la vacante dejada por el tilacino.
La alteración del hábitat puede dejar expuestas las guaridas donde las madres crían a sus jóvenes. Esto aumenta la mortalidad, ya que la madre dejaría la desprotegida guarida con sus pequeños sujetos a la espalda, haciéndolos más vulnerables.
El cáncer en general es una causa común de muerte en esta especie. En 2008 se encontraron altos niveles de productos químicos potencialmente cancerígenos entre los demonios. Los resultados preliminares de las pruebas solicitadas por el gobierno de Tasmania sobre los productos químicos encontrados en el tejido graso 16 diablos mostraron altos niveles de polibromobifenilos (BB153) y niveles «razonablemente altos» de decabromodifenil éteres (BDE209).
Posiblemente debido a epidemias, se han producido al menos dos importantes caídas de población de esta especie, una en 1909 y otra en 1950. En los años 1850 ya se calificó como escaso.
Es difícil estimar el tamaño real de la población de diablos. A mediados de la década de 1990, se calculaba una población de 130 000-150 000 individuos, pero es probable que haya sido una sobreestimación. El Departamento de Industrias Primarias y Agua de Tasmania en 2008 estimó su población total entre 10 000 y 100 000, de los que entre 20 000 y 50 000 serían individuos maduros. Los expertos estiman que el diablo ha sufrido un descenso de más del 80 % de su población desde mediados de la década de 1990 y que solo alrededor de 10 000-15 000 permanecen en su hábitat natural a partir de 2008.
En 2005 la especie fue clasificada como vulnerable de acuerdo con la Ley de Protección de Especies Amenazadas de Tasmania, y en 2006 con la Ley Protección del Medio Ambiente y Conservación de la Biodiversidad de Australia, lo que significa que estaría clasificado como en «término medio» de peligro de extinción. La UICN en su Lista Roja clasificaba al diablo de Tasmania como especie bajo preocupación menor en 1996, pero en 2009 lo reclasificó como especie en peligro de extinción.

### Caza
Los primeros colonizadores de Tasmania comían estos animales, y describieron el sabor de su carne como similar a la de ternera. Como se creía que los demonios atacarían y matarían a su ganado, posiblemente debido a haberlos visto comiéndose ovejas débiles o enfermas, ya en 1830 se introdujo un sistema de recompensas para erradicarlo de las haciendas rurales. Sin embargo, estudios recientes consideran que la verdadera causa de las pérdidas de ganado eran las pobres políticas de gestión de las tierras y los perros salvajes. En épocas anteriores, la caza de oposums y ualabíes por su piel era un gran negocio —en 1923 supuso la muerte de unos 900 000 animales— y tuvo también como consecuencia la caza por el sistema de recompensas de diablos, ya que se consideraba que eran una importante amenaza a la industria de la piel, aunque en realidad los cuoles eran más expertos en la caza de los animales antes mencionados. Durante los siguientes 100 años, la caza con trampas y el envenenamiento llevó a la especie al borde de la extinción.
Tras de la muerte de último tilacino en 1936, el demonio de Tasmania recibió protección legal en junio de 1941, y la población fue recuperándose lentamente. En los años 1950, a la vista de informes que mostraban un incremento de su número, se concedieron algunos permisos para su caza después de varias quejas de daños en el ganado. En 1966 se emitieron permisos que permitían su envenenamiento, pero algunas tentativas que surgieron intentando derogar su estatus legal de protección no prosperaron. Durante esa época los ecologistas comenzaron a hacerse oír, sobre todo porque las investigaciones científicas proporcionaron nuevos datos que indicaban que la amenaza de los demonios para el ganado había sido notoriamente exagerada. Tras un repunte demográfico, su población puede haber alcanzado su punto culminante a principios de los años 1970; en 1975 se informó que se estaban haciendo más visibles, posiblemente debido a un exceso de población y la consiguiente carencia de alimento. En 1987 hubo otro informe de exceso de población y de daños al ganado. Al año siguiente, Trichinella spiralis, un parásito que mata animales y puede infectar al hombre, fue descubierto en algunos demonios y se desató un cierto pánico entre la población hasta de que los científicos aseguraron que el 30 % de los demonios lo portaba, pero que no podían transmitirlo a otras especies. Los permisos para su caza controlada dejaron de emitirse en los años 1990, aunque la matanza ilegal continúa en cierta medida, y que puede ser incluso localmente intensa, lo que se considera un problema sustancial para la supervivencia de la especie. A mediados de los años 1990 se mataron aproximadamente 10 000 demonios cada año.

### Zorros
El descenso del número de demonios supone un problema ecológico, ya que su presencia en el ecosistema del bosque tasmano se considera que previene el establecimiento del zorro rojo (Vulpes vulpes), introducido de forma ilegal en Tasmania entre finales del siglo XX y principios del XXI, y ha limitado la presencia de zorros y gatos y perros salvajes, porque los demonios comen la carroña que alimentaría a estos animales, además de que matan zorros adultos y jóvenes en sus guaridas. Los zorros son una especie invasora problemática en todos los demás estados australianos y, de establecerse en Tasmania, dificultarían la recuperación del demonio y se alimentarían de otras muchas especies vertebradas de la isla. Se cree que los demonios jóvenes serían vulnerables a la depredación del zorro rojo, y que los diablos y los zorros serían competidores directos por el hábitat y las guaridas. Una forma habitual en los intentos de detener la introducción del zorro rojo es utilizar cebos de carne a los que añaden fluoroacetato de sodio. Como los demonios y otros animales nativos también pueden verse atraídos por la carne envenenada, ésta se colocada en unos dispositivos eyectores conocidos como M-44 o «trampas de cianuro», que han sido adaptadas de modo que la fuerza y la geometría de la mandíbula necesaria para activarlas encajara con la de los zorros, pero no con la de las especies nativas. Los zorros todavía no están lo suficientemente establecidos en Tasmania como para plantear una amenaza significativa para el demonio de Tasmania.

### Atropellos

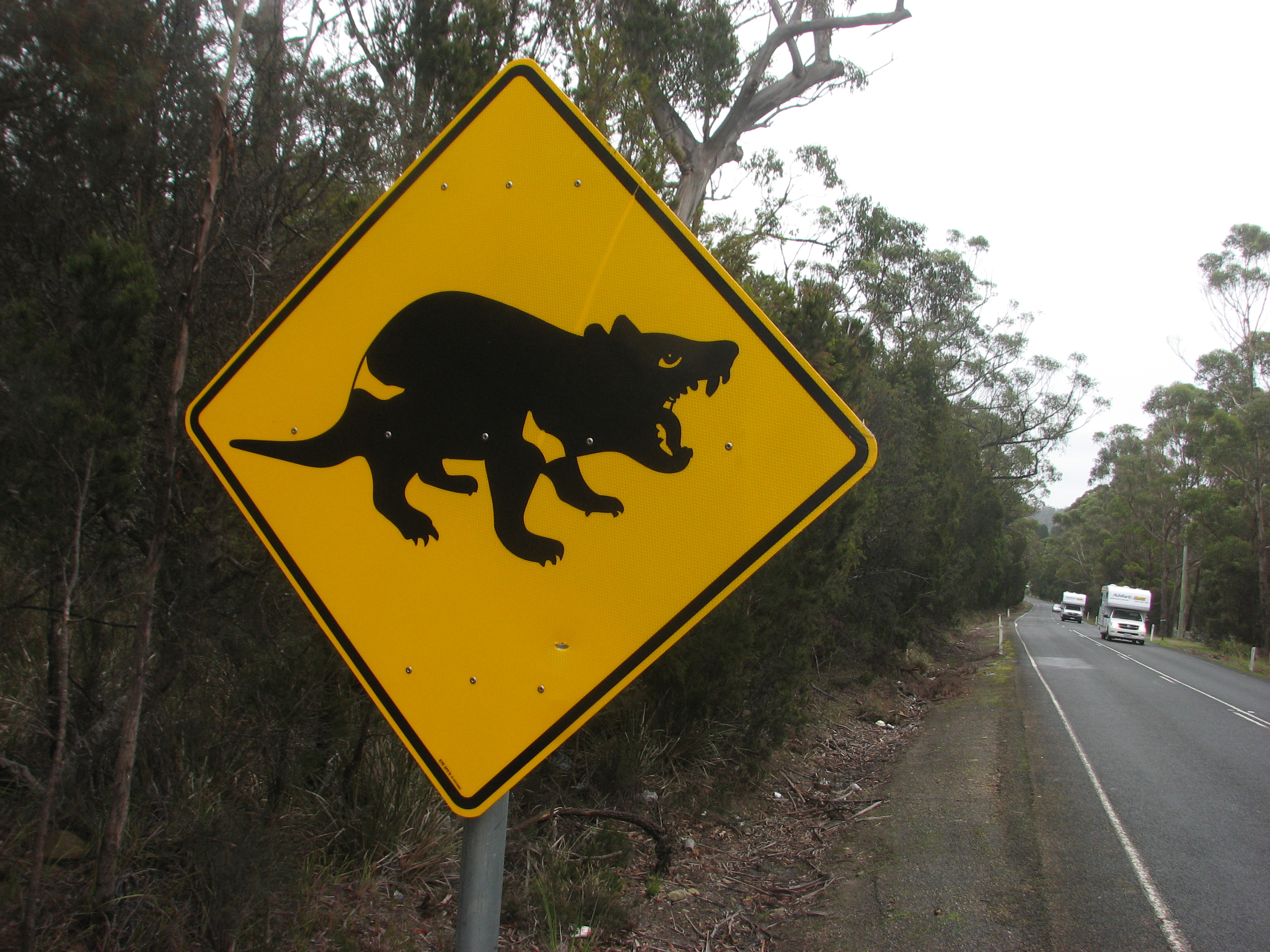
Señal de tráfico que previene a los conductores sobre la presencia de demonios en los alrededores.

Los vehículos de motor son una amenaza para diversas poblaciones localizadas poco numerosas de mamíferos tasmanos, y un estudio de 2010 mostró que los demonios eran particularmente vulnerables. Un estudio de nueve especies, la mayoría marsupiales de un tamaño similar, concluyó que los demonios eran de los más difíciles de ver por los conductores, y así poder evitarlos; con luces largas o de carretera, los demonios tenían la distancia de descubrimiento más baja, lo que requiere una reducción del 20 % de la velocidad para que un conductor evite a un demonio. Con las luces cortas o de cruce, los demonios se situaban como los séptimos peores en términos de distancia de descubrimiento. Para poder evitar atropellarlos, los conductores tendrían que circular con sus vehículos en torno a la mitad del límite de velocidad habitual en las zonas rurales. Un estudio realizado en los años 1990 sobre una población localizada de diablos en un parque nacional de Tasmania registró una disminución del 50 % de la población tras la mejora de la carretera de gravilla de acceso, que fue revestida con asfalto y ensanchada, y se produjo un gran aumento de muertes causadas por vehículos a lo largo del nuevo vial, probablemente debido al incremento de la velocidad de circulación,; también se cree que otro motivo podría ser que los animales eran más difíciles de ver contra el asfalto oscuro en vez de la grava de color claro. El demonio y el cuol son especialmente vulnerables ya que a menudo tratan de recuperar otros animales atropellados para comérselos y se desplazan a lo largo de las carreteras. Para aliviar el problema, se tomaron medidas de disminución de velocidad del tráfico, se abrieron caminos artificiales que ofrecen itinerarios alternativos para los demonios, se iniciaron campañas de educación, y se instalaron reflectores luminosos para poder ver los vehículos que se acercan. Se ha comprobado que estas medidas disminuyeron los atropellos. Los demonios son a menudo víctimas de atropellos mientras están recuperando de la carretera otros animales atropellados; el trabajo del científico Menna Jones y un grupo de voluntarios conservacionistas retirando animales muertos de la carretera supuso una reducción significativa en muertes causadas por vehículos entre los demonios. En el período 2001/2004 se calculó que 3392 diablos (entre el 3,8 y el 5,7 % de su población), murieron víctimas de atropellos por vehículos.

### Tumor facial

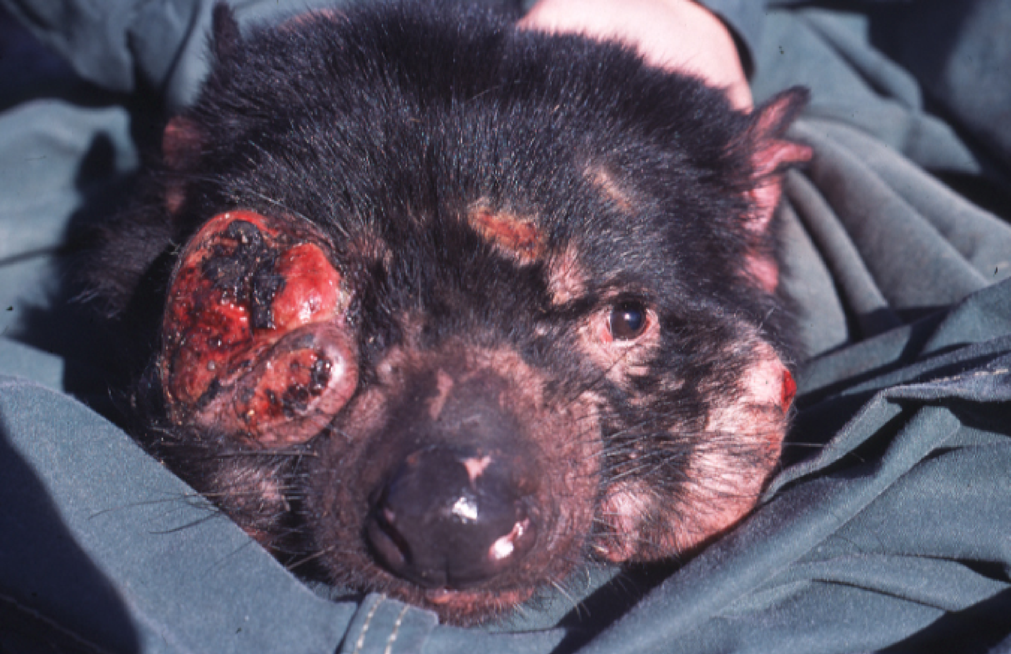
El DFTD causa que se formen tumores en la cara y en torno a la boca, que interfieren en su alimentación y finalmente terminan con la muerte del animal por inanición.

Observado por primera vez en 1996, el tumor facial de los demonios de Tasmania (Devil facial tumour disease, DFTD) ha devastado la población de esta especie, con una reducción estimada de más del 60 % de sus individuos entre 1996 y 2010, y más de un 80 % entre 1996 y 2016. La costa occidental y el noroeste del estado son las únicas zonas donde los diablos se mantienen libres de esta enfermedad. Los diablos infectados mueren a los pocos meses después de que el cáncer se hace visible.
Los primeros síntomas de la DFTD son lesiones y protuberancias alrededor del hocico que degeneran en tumores cancerígenos, esparciéndose por la cara y el resto del cuerpo. Los tumores entorpecen la alimentación de los demonios, al punto que estos mueren por inanición. La extensión a otros órganos, con metástasis sistémica, e infecciones adicionales también son una causa común de muerte. El cáncer puede invadir el corazón, y los tumores son capaces de disolver partes del cráneo.
La enfermedad es un ejemplo de cáncer transmisible, esto es, que es contagioso y pasa de un animal a otro, especialmente a través de heridas producto de peleas entre animales sanos e infectados. Los científicos quitan los animales enfermos y ponen en cuarentena a los diablos sanos por si la población salvaje llegara a desaparecer. Como los diablos de Tasmania tienen unos niveles muy bajos de diversidad genética y una mutación cromosómica única entre los mamíferos carnívoros, son más propensos al cáncer infeccioso. No obstante lo anterior, investigaciones en 2016 han demostrado que los demonios de Tasmania están evolucionando para intentar volverse inmunes a la enfermedad.
Las poblaciones salvajes de demonios de Tasmania están siendo estudiadas para seguir la expansión de la enfermedad y para identificar cambios en su prevalencia. Esta vigilancia incluye atrapar demonios en áreas definidas para verificar la presencia de la enfermedad y determinar el número de animales afectados. Al visitarse la misma área repetidamente se puede caracterizar la expansión de la enfermedad en el tiempo. Se ha establecido que los efectos a corto plazo de la enfermedad pueden ser desastrosos. El seguimiento a largo plazo en múltiples zonas será esencial para establecer la persistencia de la enfermedad y si las poblaciones se podrán recuperar de ella. El trabajo de campo permite verificar la efectividad del método de combate actual, que consiste en atrapar y sacar de su medio a los ejemplares contaminados. De esta forma, se intenta lograr que más diablos sobrevivan hasta la edad de reproducción.
Un estudio publicado en Proceedings of the National Academy of Sciences el 27 de junio de 2011, aconseja escoger un grupo de cría genéticamente diverso, definido por secuenciación de su genoma, como medida para su conservación. En 2011, se consideró que esta actuación costaría unos once millones de dólares.